# Garbolc
Garbolc község Szabolcs-Szatmár-Bereg vármegyében, a Fehérgyarmati járásban.

## Fekvése
A Túr mentén fekszik, annak bal partján, az ország keleti határán. Közigazgatási határszélén található Magyarország, Románia és Ukrajna hármashatára, bő 2 kilométerre kelet-északkeleti irányban a település központjától. A határ magyar oldalán mindössze két településsel szomszédos: északnyugat felől Nagyhódossal, délnyugat felől pedig Méhtelekkel. Északkelet felől az ukrajnai Fertősalmáshoz (Фертешолмаш), délkelet felől pedig a romániai Szárazberekhez (Bercu) tartozó területek határolják.
Garbolc egyben az ország legkeletibb fekvésű lakott települése, így több érdekes számadatot is számon tartanak vele kapcsolatban. A hazai vármegyeszékhelyek közül a legtávolabb Szombathely fekszik tőle, légvonalban 475 kilométerre; ez 7 kilométerrel több, mint a fehéroroszországi Breszttől mért távolsága. A legnyugatibb fekvésű magyarországi település, Felsőszölnök legnyugatibb pontjától 525 kilométerre fekszik, ami pedig 5 kilométerrel több, mint amilyen távolságra a szerbiai Niš fekszik. A budapesti 0 kilométerkőhöz viszonyítva Garbolc legkeletibb pontja 293 kilométerre helyezkedik el,
A környék fontosabb települései közül Csengersima 16, Kishódos 5, Túristvándi 25 kilométer távolságra található, a legközelebbi szomszédja a mindössze 3 kilométerre fekvő Méhtelek.

### Megközelítése
A településen végighalad, nagyjából dél-északi irányban a 4143-as út, közúton csak ezen érhető el, a két végponti település, Gacsály és Tiszabecs felől is. Központjának déli részén a 41 134-es számú mellékút vezet végig, amely aztán tovább húzódik Szárazberek felé az országhatárig, majd onnan DJ194-es romániai útjelzéssel folytatódik.
Vasútvonal nem érinti, a legközelebbi vasúti csatlakozási pontok Zajta vasútállomás vagy Rozsály megállóhely a MÁV Nyíregyháza–Mátészalka–Zajta-vasútvonalán.

## Története
Garbolc nevével az oklevelekben 1344-ben találkozhatunk először, ekkor Garbolcz
-nak írják.
A település a Gutkeled nemzetség ősi birtoka, s így nagy része az e-nemzetségből származó Gacsályi-családé. Közülük való volt az az Elleus, aki 1344-ben határait megjáratta, s leiratta: e határjáró oklevélben említik Pylyske (Pölöske, Nagypeleske) felől Zomoga pataka, Eger vize, Sár és Garbolcz foka
helyneveket.
Garbolcot egy időre a Kusalyi Jakcs család tagjai szerezték meg, de a királyi kúria a birtokot 1427-ben visszaítélte Gacsályi Tamásnak, mint Ellus fia László utódjának.
A  11-12. században a Rozsályi uradalom-hoz tartozott. A 18. században a Becsky, Nagy, Horváth, Várday, Szalkay, Szőke családok birtoka. A 19. század közepéig a Kölcsey, Böszörményi, Várday, Horváth, Zombor, Szalkay családoké.
A település a Rákóczi-szabadságharc alatt elpusztult, s csak később épült fel újra. 1787-ben újra elpusztult, egy tűzvészben leégett. A falu ekkor új helyre telepedett át, s itt építették fel új templomukat is 1832-ben.
Garbolc egyike volt az 1970 májusában a Szamos által elpusztított öt falunak. Az árvízvédelmi töltés által nem védett községet 1970 májusának derekán öntötte el az épületek jelentős részét tönkretevő zöldár. Az államilag támogatott újjáépítés ellenére sok garbolci döntött az elvándorlás mellett, így a település lakossága az 1970-es 325 főről 1980-ra 193 főre esett vissza.

## Közélete

### Polgármesterei
| 1990-'94    | 1994-'98    | 1998-'02    | 2002-'06    | 2006-'10    | 2010-'14    | 2014-'19    | 2019-'24    | 2024-       |
| ----------- | ----------- | ----------- | ----------- | ----------- | ----------- | ----------- | ----------- | ----------- |
| Nagy Elemér | Nagy Elemér | Nagy Elemér | Nagy Elemér | Nagy Roland | Nagy Roland | Nagy Roland | Nagy Roland | Nagy Roland |
|             |             |             |             |             |             |             |             |             |
| –           | –           | –           | –           | –           | Fidesz-KDNP | Fidesz-KDNP | Fidesz-KDNP | Fidesz-KDNP |
|             |             |             |             |             |             |             |             |             |

- 1990–1994: Nagy Elemér (független)[4][5]
- 1994–1998: Nagy Elemér (független)[6][7]
- 1998–2002: Nagy Elemér (független)[8][9]
- 2002–2006: Nagy Elemér (független)[10][11]
- 2006–2010: Nagy Roland (független)[12]
- 2010–2014: Nagy Roland (Fidesz–KDNP)[13]
- 2014–2019: Nagy Roland (Fidesz–KDNP)[14][15]
- 2019–2024: Nagy Roland (Fidesz–KDNP)[16]
- 2024– : Nagy Roland (Fidesz–KDNP)[1]

## Népesség
A település népességének változása:
| Lakosok száma | 154  | 146  | 143  | 124  | 137  | 134  | 141  |
|               | 2013 | 2014 | 2015 | 2021 | 2022 | 2023 | 2024 |

2001-ben a település lakosságának 77%-a magyar, 22%-a cigány és 1%-a ukrán nemzetiségűnek vallotta magát.
A 2011-es népszámlálás során a lakosok 100%-a magyarnak, 17,1% cigánynak, 0,8% ukránnak mondta magát (a kettős identitások miatt a végösszeg nagyobb lehet 100%-nál). A vallási megoszlás a következő volt: római katolikus 8,5%, református 72,9%, görögkatolikus 7,8%, evangélikus 0,8%, felekezeten kívüli 1,6% (7,8% nem válaszolt).
2022-ben a lakosság 92,7%-a vallotta magát magyarnak, 8% cigánynak, 0,7% románnak, 0,7% egyéb, nem hazai nemzetiségűnek (7,3% nem nyilatkozott; a kettős identitások miatt a végösszeg nagyobb lehet 100%-nál). Vallásuk szerint 5,1% volt római katolikus, 38,7% református, 5,1% görög katolikus, 2,9% egyéb keresztény, 15,3% felekezeten kívüli (32,8% nem válaszolt).

## Természeti értékei
- Garbolci-erdő Természetvédelmi Terület

## Nevezetességei

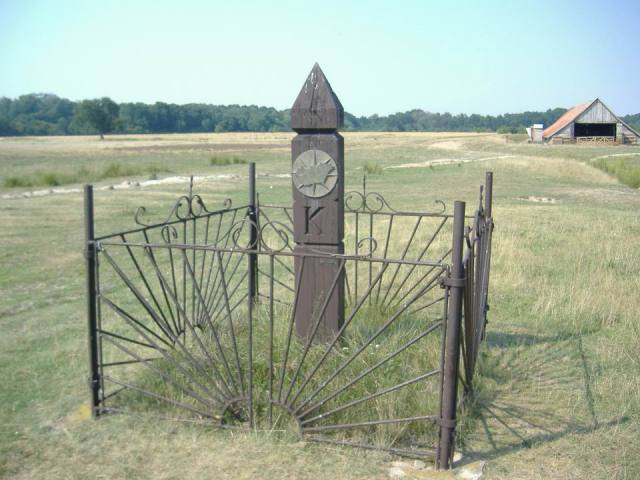
Magyarország legkeletibb pontja, Garbolc

- A település határában található Magyarország legkeletibb pontja, melyet emlékoszloppal is megjelöltek.
- Református templomának építését 1844-ben kezdték el, de csak 1868-1888 között épült fel. A torony vitorláján 1867-es évszám látható. A templom belső terében kékre festett sík deszkamennyezet, a torony felőli, nyugati oldalon karzat, a déli oldalon falazott szószék található.[20]

## Érdekességek
- Garbolc és Felsőszölnök – Magyarország legkeletibb ill. legnyugatibb pontjai – között 7°-nyi az eltérés, a Nap tehát Garbolcon 27 perccel korábban kel és nyugszik, mint Felsőszölnökön. A két település közötti távolság légvonalban 525 km.[21]

## Képek

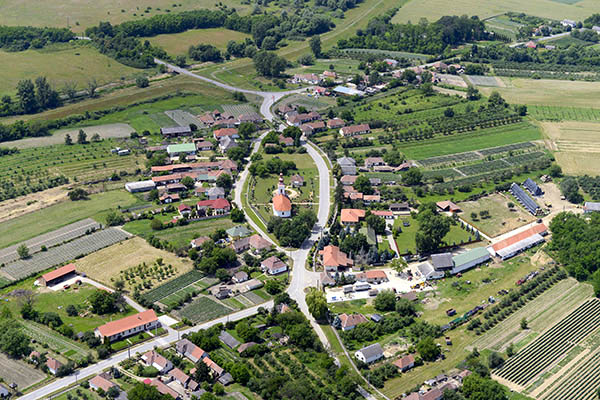
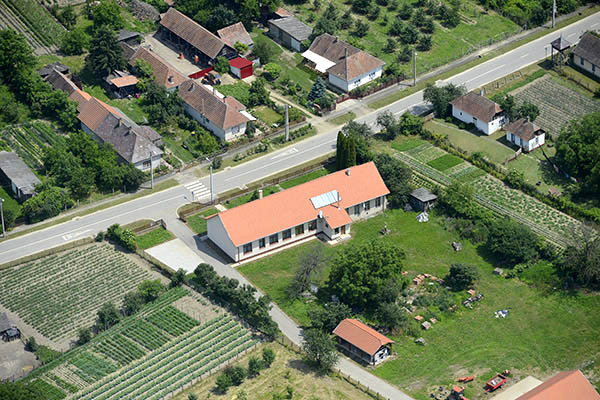
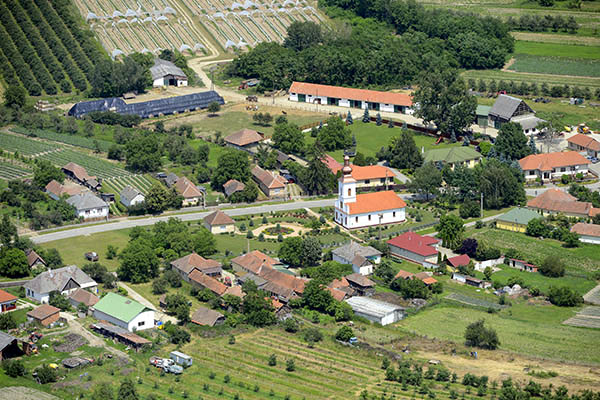